# Alamid (banda)
Alamid es una banda musical de género rock de Filipinas, el grupo se formó en la ciudad de Manila en 1987 y hasta la fecha se mantiene activo. La banda en sus inicios fue fundada por los amigos Gary Ignacio y Dexter Facelo, que eran estudiantes de la "St. James Academy" de Malabón. Se dieron a conocer con su primer tema musical titulado "Your Love", en la que fue nominado como la mejor canción del año en los Premios "NU107 Rock" en 1995. Más adelante se dan a conocer con otros de sus temas musicales como "no era lo suficiente valiente" y "Todavía creo en el amor". También han colaborado con el cantante y rapero ya fallecido, Francis Magalona, en una de sus canciones titulada "1896".  La banda ha realizado una serie de giras de conciertos, tanto en su país Filipinas como en otros países, obteniendo reconocimientos a nivel internacional.
El 17 de abril de 2015 su exvocalista, Gary Ignacio falleció debido a una insuficiencia orgánica múltiple.

## Integrantes

### Actuales
- Aldrin Gabunada - voz principal
- Renan Santillan - Guitarras, voces
- Van John Llamoso - teclados, vocales
- Gerald Anthony Laput - bajo, voz
- Raffy Lanuza - batería, voces

### Primeros integrantes
- Gary Ignacio
- Carl McFly
- Efryl De Dios
- Jay Dominic Sto. Tomas
- Perry Jocson
- Jet Broas
- Gail Ignacio
- Paku Herrera
- Roel Mangyao
- Morgy Martinito
- Joey Nuguid

## Discografía

### Álbumes
- Alamid (Warner Philippines, 1994)
- Panaginip (Warner, 1995)
- Radio Friendly (Warner, 1997)
- The Best of Alamid (Warner, 2001)
- Anting-anting (publicado de forma independiente, 2005)

### Compilaciones de sus álbumes
- Rock Grooves in Delirious Ways (2007)
- 1896 (Ang Pagsilang) (1996)
- Servant Of All 2: In His Time (Viva Records, 2002)
- Superbands (2006)